# Heide Keller
Heide Keller (Düsseldorf, 15 oktober 1939 – Bonn, 27 augustus 2021) was een Duits actrice en scenarioschrijver.

## Biografie
Heide Keller groeide op in Düren. Daar ging ze naar de handelshogeschool. Na het afronden van haar acteeropleiding kreeg ze haar eerste contract bij het theater van Kleef, waar ze Julia speelde in William Shakespeares Romeo en Julia. Door middel van deelcontracten en gastoptredens trad ze vervolgens op op tal van andere podia, zoals de Wuppertaler Bühnen, de Komödie in Düsseldorf, het Theater am Dom in Keulen, de Kleine Komödie in Hamburg, het Contra-Kreis-Theater in Bonn, de Komödie in de Marquardt Stuttgart, de Comedy Berlijn, de Comedy in het Bayerischer Hof München en in het Berlijnse Theater aan de Kurfürstendamm.
Op televisie was ze voor het eerst te zien in een uitzending van de klucht Der Meisterboxer van het Millowitsch-Theater in Keulen aan de zijde van Willy en Lucy Millowitsch. Na een paar minder prominente rollen speelde ze de gastvrouw in de televisieserie Das Traumschiff uit 1981, vervolgens als hoofdgastvrouw Beatrice von Ledebur. Ze schreef ook scripts voor individuele afleveringen onder het pseudoniem Jac(ques) Dueppen. Eind januari 2017 kondigde ze aan dat ze op eigen verzoek de televisieserie zou verlaten. Haar laatste optreden in Traumschiff was in de aflevering Los Angeles, die werd uitgezonden op 1 januari 2018.
Heide Keller was getrouwd met de acteur Thomas Härtner en vervolgens tien jaar met de acteur Hans von Borsody. Ze woonde in Bonn.

## Filmografie
- 1965: Verhör am Nachmittag
- 1968: Der Meisterboxer
- 1977: Tatort – Flieder für Jaczek
- 1977: Drei sind einer zuviel (tv-serie, 3 afleveringen)
- 1978: Klimbim (tv-serie, afleveringen 5x03–5x04)
- 1978: Ausgerissen! Was nun? (tv-reeks)
- 1981: Sextett (tv-opname Komödie Berlin)
- 1981–2018: Das Traumschiff (tv-reeks, meermaals ook als draaiboek)
- 1982: Manni, der Libero (tv-serie, 13 afleveringen)
- 1983: Derrick (tv-serie, Folge 10x01 Via Genua)
- 1989: Berliner Weiße mit Schuß (tv-serie, aflevering 1x13)
- 1992: Ein Heim für Tiere (tv-serie, aflevering 8x04 Ansteckungsgefahr)
- 1995: Casino
- 1997: Frauenarzt Dr. Markus Merthin (tv-serie, aflevering 2x16 Der Unfall)
- 1999: Großstadtrevier (tv-serie, aflevering 9x07 Harte Bandagen)
- 2003: Rosamunde Pilcher – Sternschnuppen im August
- 2006: Inga Lindström – Emma Svensson und die Liebe
- 2007–2017: Kreuzfahrt ins Glück (tv-reeks)
- 2013: Rosamunde Pilcher – Die Frau auf der Klippe
- 2013: Notruf Hafenkante (tv-serie, aflevering 8x01 Einmal Traumschiff, Crossover-successen met Das Traumschiff)

## Hoorspelen
- 1991: Horst Hensel, Heinrich Peuckmann: Bei Anpfiff Mord – Regie: Klaus Wirbitzky
- 1996: Horst Bosetzky: Burn out – Regie: Klaus Wirbitzky